# Norma Gould
Pour les articles homonymes, voir Gould.
Norma Gould, née en 1888 à Los Angeles et morte le 30 juillet 1980 à Santa Monica en Californie, est une danseuse, professeure de danse et chorégraphe américaine. Elle est considérée comme une des pionnières de la danse moderne aux États-Unis

## Jeunesse
Norma Gould est  la fille de Murray A. Gould. Elle fréquente la Los Angeles Polytechnical High School, où elle obtient son diplôme en 1908. Elle étudie la danse à New York pendant les vacances d'été.

## Carrière
Norma Gould, s'associe, danse et enseigne avec Ted Shawn de 1911 à 1914 à Los Angeles. Elle est spécialisée dans les cours pour enfants plutôt que pour les jeunes adultes. Elle danse avec lui pendant une saison de « Tango Teas » à l'hôtel Angelus de Los Angeles. Le goût américain pour la danse exhibition, se satisfaisait des « tango teas » l'après-midi et des « supper club » après le théâtre le soir. Les grands hôtels emploient des danseurs professionnels pour exécuter des thés dansants. Le couple réalise un court métrage pour Edison, The Dance of the Ages, en 1913, une histoire de la danse commençant à l'âge de pierre, progressant à travers les âges glorieux de l'Égypte, de la Grèce et de Rome, dans l'Europe médiévale, et se terminant par la danse contemporaine des États-Unis. Ted Shawn crée, pour ce film, une danse sur la Marche Indienne d'Adolphe Sellenick et la réarrange plus tard pour Norma Gould dans le rôle de Zuleika. Ted Shawn et Norma Gould s'engagent pour une tournée dans les centres de vacances à travers le pays pour les employés du chemin de fer de Santa Fe; Ils atteignent le Connecticut. Au printemps 1914, ils se rendent ensemble à New York. Peu de temps après, Shawn commence sa liaison et sa collaboration avec Ruth Saint Denis.Norma Gould, blessée par se brusque transfert d'affections, fait une dépression nerveuse. Gould et Shawn retournent à Los Angeles.
En 1915, elle fait une tournée dans le sud des États-Unis avec le Don Philippini Symphony Band. Elle travaille avec de grandes troupes de danseurs à Los Angeles, pendant et après la première Guerre mondiale, créant des événements pour des célébrations en plein air et des divertissements notamment l'ouverture de la piscine auditorium de Ventura en 1918.
Dorothy Knapp est une danseuse de la troupe dirigée par Norma Gould à cette époque, tout comme Dorothy Lyndall, la mannequin Bertha Wardell et l'actrice Ruth Wilton,. Le danseur Gower Champion s'entraîne également avec Gould dans sa jeunesse, tout comme l'actrice Anita Reynolds.
Norma Gould et ses danseurs apparaissent dans les années 1920 dans des spectacles et des concerts, notamment au Hollywood Bowl en 1927, 1928 et 1929. Ses compositions de danse comprennent The Fern Fantasy (1919), Dianidra (1921), Shepherd of Shiraz (1928), The Twilight of the Gods (1929) et Lenox Avenue (1938).
Norma Gould est affilié à l'Université de Californie à Los Angeles et à l'Université de Californie du Sud, enseignant dans les programmes d'éducation physique tout en dirigeant des concours sur le campus,. En 1932, elle fonde la Norma Gould School of the Dance sur Larchmont Avenue à Los Angeles, à quelques pas des studios Paramount. Lester Horton y enseigne. « Miss Gould est peut-être la représentante la plus connue de la danse dramatique et esthétique sur la côte du Pacifique », commente un journal californien en 1931. Elle supervise son programme de cours et de spectacles jusqu'en 1942.

## Vie privée
Norma Gould est décédée dans une maison de retraite à Santa Monica en Californie, après de nombreuses années de démence, en 1980, alors qu'elle n'avait pas quatre-vingt-dix ans.